# Rezerwat Archeologiczny w Kaliszu-Zawodziu

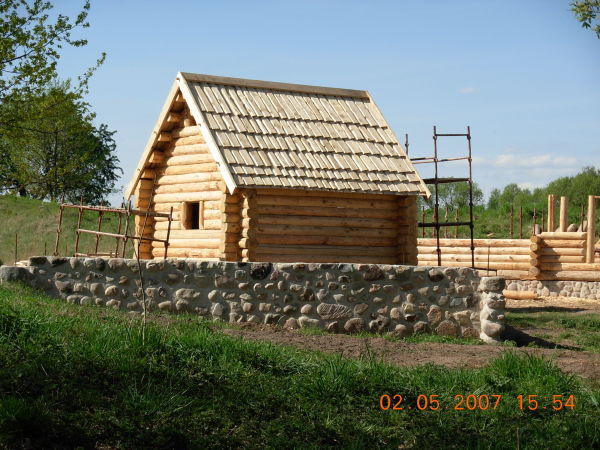
Budynki rezerwatu w trakcie budowy w 2007

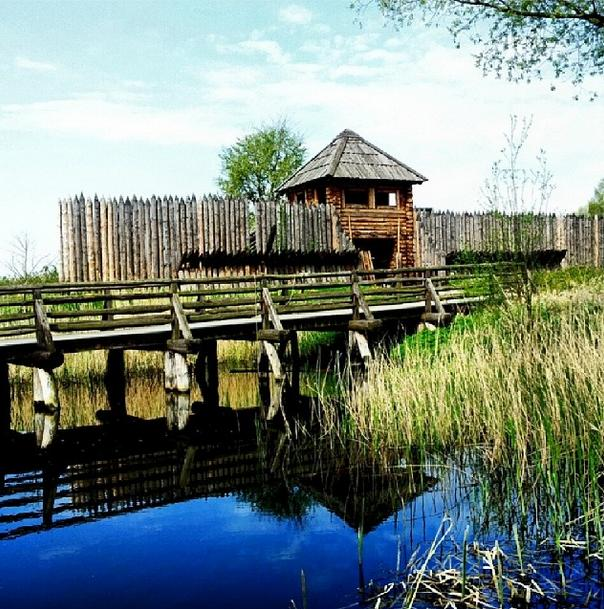
Fragment rekonstrukcji grodu

Rezerwat Archeologiczny w Kaliszu-Zawodziu – rezerwat archeologiczny w Kaliszu, na Zawodziu, oddział Muzeum Okręgowego Ziemi Kaliskiej w Kaliszu; dokumentuje historię badań archeologicznych prowadzonych na terenie wczesnośredniowiecznego grodu na Zawodziu.
Pierwszy gród na Zawodziu został wzniesiony w latach około 850–860.

## Historia
Główną część rezerwatu archeologicznego stanowi częściowo zrekonstruowany gród, otoczony wałem obronnym, sięgającym miejscami 5 metrów wysokości. Pierwsze wzmianki o grodzie znalazły się już w 1106 w kronice Galla Anonima. Badania archeologiczne pozostałości grodu rozpoczął w 1903 Włodzimierz Demetrykiewicz. Kolejne, w związku obchodami 1800-lecia miasta, prowadzono w latach 1958–1965. W ich wyniku odsłonięto relikty palatium, kolegiaty św. Pawła Apostoła, przykościelnego cmentarza, konstrukcji obronnych.
W trakcie kolejnych badań przeprowadzonych w latach 1983–1992 odsłonięto pozostałości kościoła drewniano-glinianego. Po zakończeniu ostatnich badań przystąpiono do zagospodarowania wykopalisk w celu dokonania ich kompleksowej ochrony z jednoczesnym wykorzystaniem ich w celach ekspozycyjnych. Pierwszy pawilon (tzw. budynek bramy) w nowym rezerwacie otwarto w czerwcu 1995 roku. Pierwsza wystawa obejmowała makiety kaliskich zabytków, fotografie, rysunki i plansze informacyjne. W roku 2007 dzięki środkom pozyskanym z Europejskiego Funduszu Rozwoju Regionalnego zrekonstruowano zabudowania grodu.